# 車克慎
車克慎（1808年—1857年），字意园，号武堂，山东兗州府濟寧直隸州人。道光辛卯举人，癸巳进士。

## 生平
由翰林院庶吉士授编修、武英殿协修、纂修，功臣馆提调，道光十七年丁酉科河南乡试正考官，左右春坊赞善，道光十九年任安徽学政，翰林院侍讲，文渊阁校理，教习庶吉士，日讲起居注官，右春坊右庶子，国子监祭酒，内阁学士兼礼部侍郎，道光二十九年己酉科顺天乡试覆試阅卷大臣，三十年庚戌科会试覆試阅卷大臣，工部左侍郎、礼部左侍郎、礼部右侍郎。诰授光祿大夫。

## 家庭及关联
- 祖車万照；
- 祖母刘氏，诰封一品太夫人；
- 父車方坤；
- 母孟氏，诰封一品太夫人；
- 妻李氏，诰封一品夫人；
- 子車毓祺；
- 同窗好友冯德馨，道光癸未进士，江宁布政使。